# Stefanie Hubig
Stefanie Hubig, née le 15 décembre 1968 à Francfort-sur-le-Main, est une juriste et femme politique allemande, membre du SPD. Elle est de 2016 à 2025 ministre de l'Éducation du land de Rhénanie-Palatinat, puis ministre fédérale allemande de la Justice et de la Protection des consommateurs dans le cabinet Merz.

## Biographie

### Formation
Stefanie Hubig fait de 1988 à 1995 des études de droit à l'université de Ratisbonne en Bavière. Elle y obtient en 2003 un doctorat en droit.

### Carrière juridique
De 1996 à 2000, Stefanie Hubig travaille comme juge au tribunal de district d'Ingolstadt et au bureau du procureur d'Ingolstadt. Elle rejoint ensuite le ministère fédéral de la Justice où elle est promue chef d'unité en 2005. De 2008 à 2013, Stefanie Hubig est en poste dans l'administration du gouvernement régional de Rhénanie-Palatinat, d'abord comme responsable des affaires judiciaires et du droit constitutionnel, puis à partir de 2009 en tant que chef du département de droit pénal au ministère régional de la Justice et de la Protection des consommateurs.

### Carrière politique
Après les élections au Bundestag en 2013, Stefanie Hubig est nommée le 8 janvier 2014 par le ministre fédéral Heiko Maas (SPD) secrétaire d'État au ministère fédéral de la Justice et de la Protection des consommateurs. Pendant son mandat, elle s'occupe, entre autres, du durcissement des peines pour délit et crime sexuel.
Au cours de la formation d'un gouvernement après les élections régionales en Rhénanie-Palatinat le 13 mars 2016, l'ancien ministère de l'Éducation, des Sciences, de la Formation continue et de la Culture est scindé en deux : ministère de l'Éducation et ministère des Sciences, de la Formation continue et de la Culture. Le 18 mai 2016, la ministre-présidente Malu Dreyer (SPD) nomme Stefanie Hubig ministre de l'Éducation du Land dans le gouvernement Dreyer II. Le même jour, elle est nommée membre suppléante du Bundesrat.
Elle assure du 1er janvier 2020 au du 1er janvier 2021 la présidence tournante de la Conférence permanente des ministres de l'Éducation (KMK).
Elle est nommée le 6 mai 2025 ministre fédérale de la Justice et de la Protection des consommateurs dans le cabinet de grande coalition de Friedrich Merz, sur proposition du SPD .

## Vie privée
Stefanie Hubig est mariée et de confession catholique romaine.